# Hijuela del Botánico
La Hijuela del Botánico, conocida también como “La Hijuela”, es un espacio público ajardinado con una superficie de 3390 metros cuadrados localizado en la trasera del Excmo. Ayuntamiento de la Villa de La Orotava (Tenerife, Canarias, España). La Hijuela depende del Jardín de Aclimatación de la Orotava (JAO), que se encuentra situado en el municipio del Puerto de la Cruz, antiguo Puerto de la Orotava, y fue concebido inicialmente en tiempos de Carlos III (siglo XVIII). 

## Historia
La Hijuela fue levantada en parte del solar ocupado en su día por el Convento de San José, que sirvió de morada a un grupo de monjas de la congregación de las clarisas en el año 1601, y más de 250 años después fue demolido, en 1868. El solar del antiguo convento lo ocupan hoy la plaza del Ayuntamiento, las Casas Consistoriales y la Hijuela del Botánico.
La Hijuela del Botánico fue creada en 1788 por iniciativa del VI Marqués de Villanueva del Prado, Alonso de Nava y Grimón, quien la concibió como un centro complementario del Jardín de Aclimatación de la Orotava. El espacio de construcción de este jardín se vio delimitado por la construcción del nuevo Palacio Municipal en 1888. A comienzos del siglo XX fue colocada en la periferia del jardín una verja de diseño ecléctico de la que sobresale la puerta de acceso, se trata de una labor de forjado en hierro en la que se reproducen formas vegetales en consonancia con el espacio en el que se ubica.
Fue declarado bien de interés cultural, con categoría de jardín histórico, el 25 de noviembre de 2008.

## Colecciones
Aunque la Hijuela del Botánico tiene poca extensión, alberga gran variedad de especies vegetales, destacando sus colecciones de:
- Palmeras
- Bromeliaceae
- Araceae
- Moraceae.

Existen árboles de gran interés por sus dimensiones, antigüedad, rareza o procedencia de lugares remotos, como por ejemplo:
- Metasequoia glyptostroboides, también conocida como la Secuoya del Alba
- Dracaena draco, cuyo nombre común es Drago canario.
- Arbutus canariensis o Madroño canario.
- Ginkgo biloba

## Actividades
El Jardín, como institución científica:
- Realiza intercambios de germoplasma a nivel internacional.
- Mantiene un herbario dedicado especialmente a la flora y vegetación del Archipiélago canario.